# Mare de Déu de Baldós
La Mare de Déu de Baldós és una església romànica en transició a gòtica del segle xii-XIII, situada al municipi del Pont de Montanyana, dins de la Franja de Ponent a la comarca de la Ribagorça, a l'indret de Montanyana. L'església es va bastir sobre les restes de la primitiva església de Sant Martí.
La seva planta és una nau de creu llatina i absis cilíndric amb permòdols. Al creuer, hi ha una capella lateral de dos nivells al costat de l'Evangeli i, al costat de l'Epístola, la base del campanar gòtic de planta quadrada de 4 pisos separats per carreus decorats amb arcs trilobulats apuntats.
La portalada és de mig punt amb sis arquivoltes amb el trasdós dentat amb puntes de diamant. Sobre de la porta hi ha un timpà amb un pantocràtor dins una màndorla sostinguda per dos àngels i sostenint el llibre LUX MUNDI.
Els capitells de les arquivoltes contenen escenes dels pecats capitals i les conseqüències pels homes (costat esquerre) i la salvació mitjançant Crist crucifixat (dreta).
Disposava d'un retaule que va ser robat i desmuntat per Erik el Belga.
El seu estat és correcte.

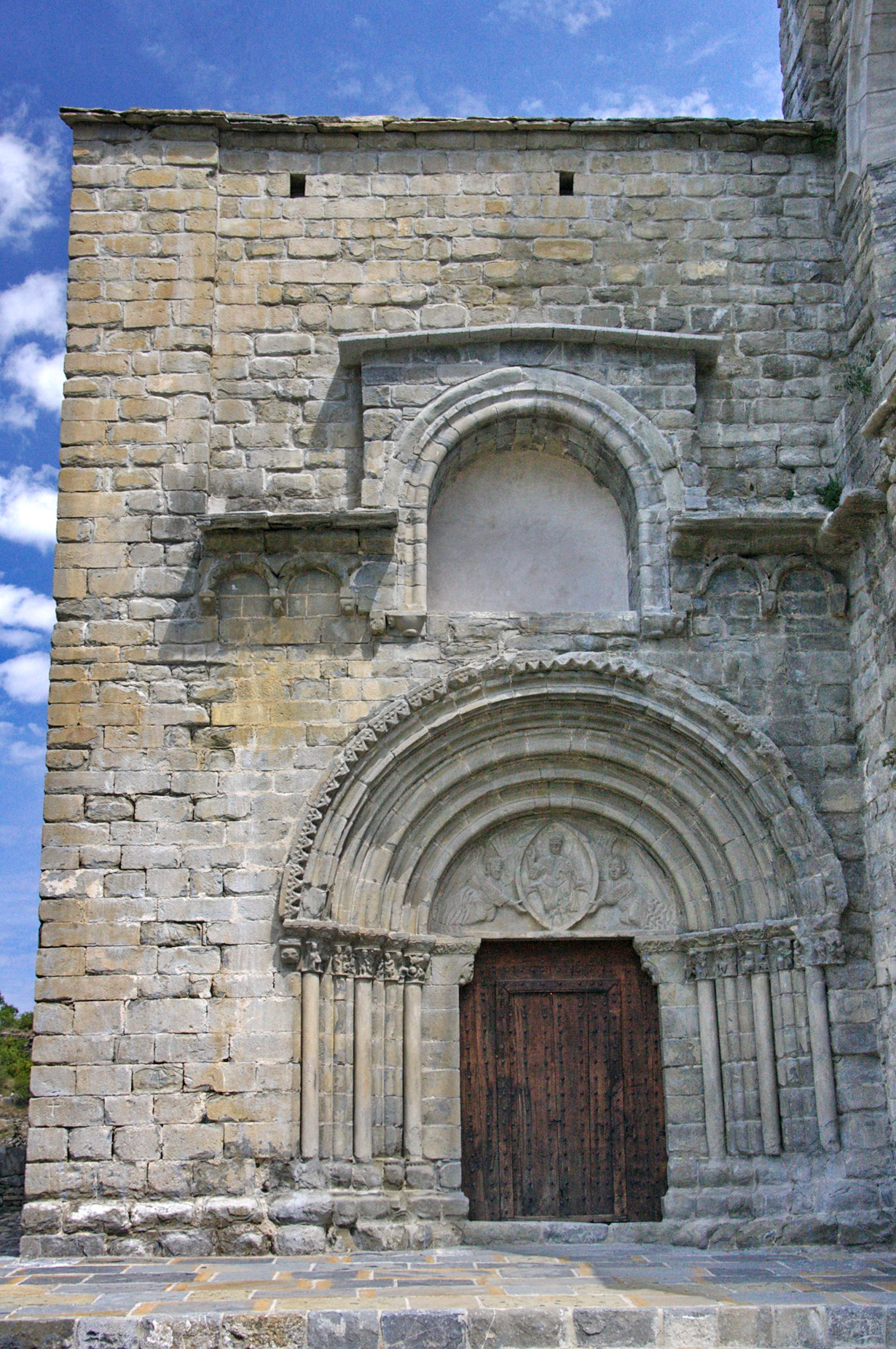
Portalada amb timpà i capitells historiats

L'església de Santa Maria de Baldós està situada al cim del turó, a pocs metres de la torre mestra. És un edifici totalment construït amb carreu mitjà, de pedra sorrenca, ben aparellada a trencajunt, formant filades molt iguals. Té planta d'una sola nau, absis semicircular i creuer. La nau, relativament curta, està coberta per una volta de canó apuntada que arrenca d'una imposta; en la seva meitat està reforçada per un arc toral. L'absis té arc triomfal de secció rectangular i va cobert de volta de quart d'esfera. Els braços del creuer són menys amples que la nau però d'igual llargària; s'obren mitjançant arcs formers i tenen, com la nau, volta de canó apuntat. En època gòtica, al sector del peu es construí un cor elevat i dues capelletes penetrades als murs de tramuntana i de ponent, vora l'angle. A l'absis hi ha una finestra de punt rodó i doble esplandit i, al costat oposat, a la façana de ponent, n'hi ha una altra d'iguals característiques, però emmarcada per dues arquivoltes.
Ocupant tot el braç de migdia del creuer, s'eleva una torre campanar de quatre pisos, el parament dels quals està emmarcat per faixes verticals i frisos horitzontals d'arcuacions lobulades cegues, que venen a ser una versió gòtica del motiu decoratiu del romànic llombard. Al tercer i al quart pis s'obren finestres per a les campanes.
	Al costat de migdia, a tocar del peu de la nau, hi ha la porta principal coronada d'una fornícula amb un fris d'arcuacions lombardes als costats, semblants a les del campanar; aquest nínxol en altre temps havia aixoplugat una imatge. La porta és de mig punt i està emmarcada per cinc arquivoltes en degradació, amb les corresponents columnes, i un timpà semicircular decorat amb un relleu. A l'extradós, l'arquivolta està resseguida per un guardapols decoratiu de puntes de diamant. Els capitells i les mènsules dels muntants de la porta, les impostes de l'arquivolta, els capitells i el timpà d'aquesta portalada formen un conjunt ricament laborat, la qual cosa denota la presència d'un o més picapedrers importants. 	 
Al timpà hi ha representada la figura del Pantocràtor entronitzat sobre un arc i envoltat per l'ametlla mística. Seguint el model tipus, Crist porta nimbe crucífer, aguanta el llibre amb la mà esquerra i beneeix amb la dreta. Dos àngels amb les ales esteses aguanten l'ametlla mística. La imposta dels capitells i les mènsules dels muntants estan decorades a base d'elements vegetals: al costat esquerre hi ha tiges amb palmetes trifoliades carnoses i al de la dreta pàmpols de figuera.
	Les mènsules i els capitells són historiats, segons un programa iconogràfic que es llegeix d'esquerra a dreta. En primer terme hi ha la mènsula del guardapols, cinc capitells i la mènsula del muntant o brancal de la porta. A la mènsula del guardapols hi ha representat un cap de tres cares, tema que s'ha relacionat amb la Trinitat. El primer capitell que segueix representa la psicòstasi o pesatge de les ànimes per sant Miquel (a l'esquerra es veu l'arcàngel aguantant un dels plats de la balança, mentre que a l'altre costat el dimoni estira el plat i alça el peu per decantar-lo); el segon mostra dues figures: un àngel i Déu senyalant el capitell següent, amb el qual es complementen. En el tercer es reconeixen Adam i Eva i, entremig, l'arbre del Bé i del Mal amb la serp enroscada (es tracta, doncs, del passatge del Gènesi que explica el Pecat Original i l'expulsió del Paradís). Al quart es representa la conseqüència de l'expulsió: Adam i Eva treballant, ella filant i ell amb un sac a l'esquena. Al darrer hi ha un home assegut amb una bossa a la falda i quatre monstres al seu voltant que l'ataquen: un és un gripau que li llepa la cara, un altre és un cos humà amb cap de monstre ajagut al seu costat, un tercer una serp que se li caragola pel braç, i el darrer, situat a la seva esquerra, és un gos que l'esgarrapa. Aquestes figures han estat interpretades com a figuració dels pecats capitals: el personatge central és un usurer que representa l'avarícia, i els monstres que l'envolten l'enveja, la peresa, la supèrbia i la ira. Finalment, la mènsula del muntant de la porta és una testa lleonina que sembla devorar una persona i ha estat interpretada com el pecat de la gola.
El costat de la dreta segueix l'ordre simètric, començant per la mènsula dreta del muntant de la porta, els cinc capitells i, finalment, l'altra mènsula del guardapols. A la mènsula de la porta hi ha una dona nua de rostre exageradament lleig, flanquejada per dos animals ferotges que li llepen la cara i li toquen els pits i el sexe (sens dubte és una figuració del pecat de la luxúria). Als capitells d'aquest costat, força més malmesos, es representa el sacrifici d'Isaac: al primer hi ha Abraham, dret, agafant Isaac pels cabells en actitud de sacrificar-lo, mentre pel darrere un àngel atura l'acció al mateix temps que li ofereix un anyell. Aquest, envoltat de fulles que sorgeixen d'un arbre, ocupa el capitell del costat. Al següent hi ha tres figures, les dues primeres corresponen a una escena (la tercera forma part del tema del següent capitell) de difícil interpretació: un personatge agenollat i un altre assegut al davant. La tercera figura, relacionada amb el capitell següent, és sant Josep, assegut, amb un bastó. El novè completa l'escena amb Maria asseguda, amb el fus de filar a la mà dreta, un colom damunt seu, i una figura femenina dreta al seu costat, que pot ser santa Elisabet. El conjunt ha estat interpretat com l'Anunciació amb la presència de Josep, poc freqüent, però no pas insòlita. Al desè i onzè capitells (ocupant a més l'intercolumni que els separa), es desenvolupa l'escena de la Resurrecció, quan les tres Maries troben el sepulcre de Crist buit, mentre un àngel els fa saber que ha ressuscitat. Aquests capitells estan molt erosionats, però, tanmateix, es poden apreciar les figures de l'àngel sobre el sepulcre i les tres dones, sense cap, però amb pots ungüenters a les mans. El darrer relleu és el de la mènsula del guardapols, que està encara més erosionat; hi ha representada l'escena del Noli me tangere amb dues figures, una d'elles agafant-se la túnica.
En conjunt, el programa iconogràfic expressa amb claredat el gran misteri del Cristianisme: la redempció dels pecats del món pel sacrifici de Jesús.
	Els estudiosos han situat tant l'arquitectura com l'escultura de Santa Maria de Baldós a mitjan segle xiii; dates versemblants que, a més, coincideixen amb el màxim apogeu dels hospitalers a Montanyana.

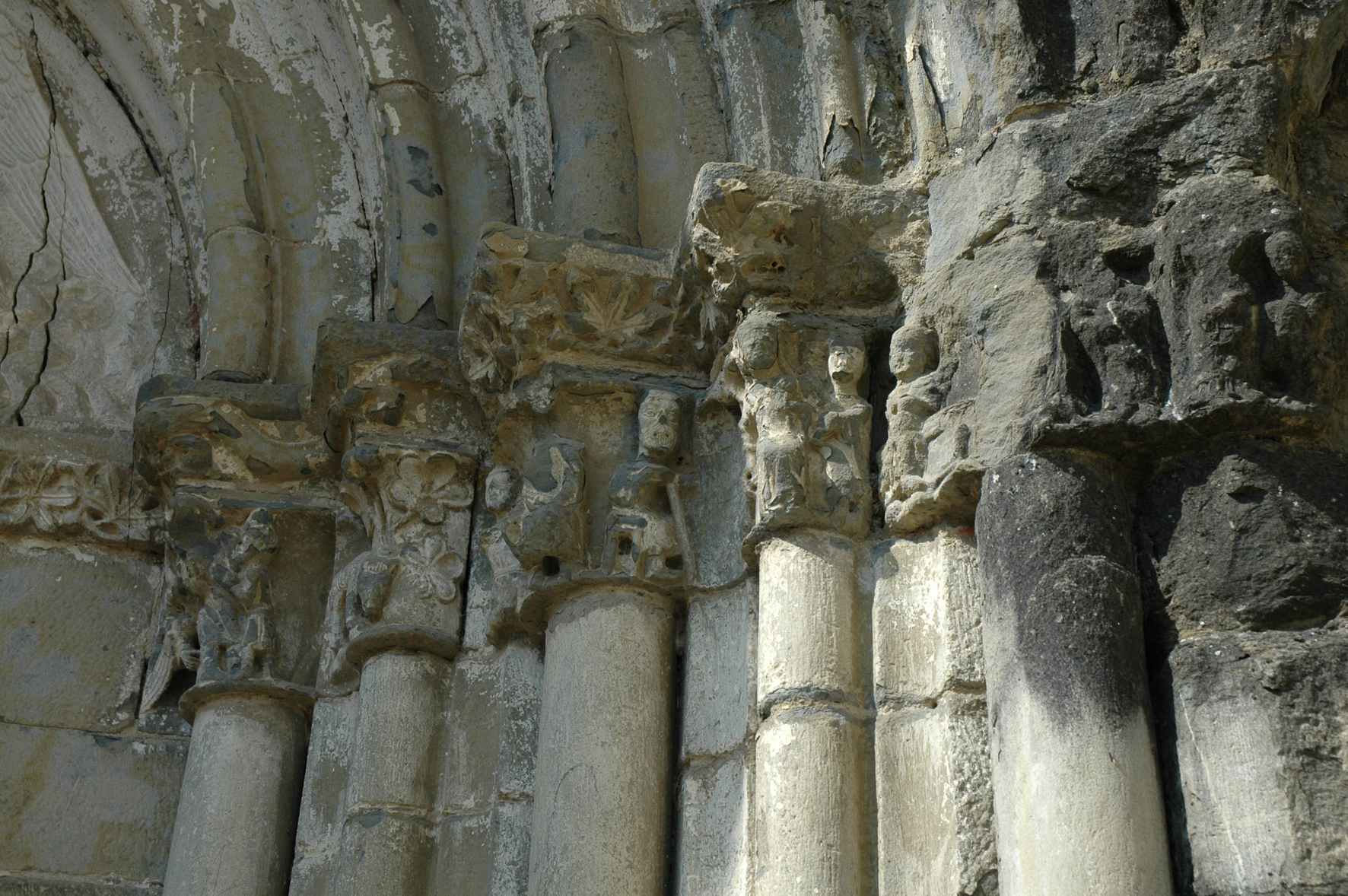
Montanyana, Sta. Maria de Baldós. Fris dret de l'arquivolta de la portalada, 2006.

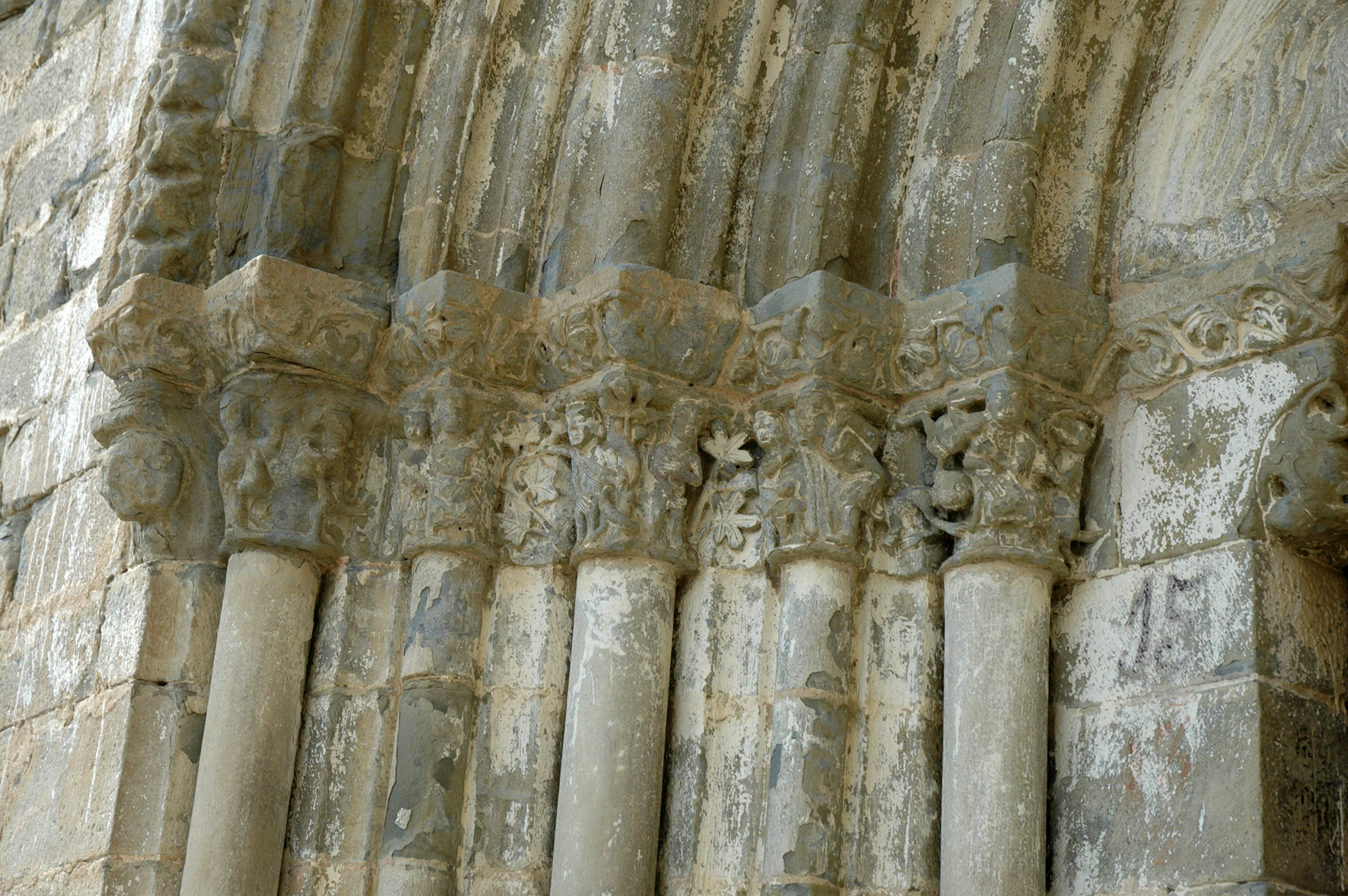
Montanyana, Sta. Maria de Baldós. Fris esquerra de l'arquivolta de la portalada, 2006.